# 波杜里鄉
波杜里鄉（羅馬尼亞語：Comuna Poduri, Bacău），是羅馬尼亞的鄉份，位於該國東北部，由巴克烏縣負責管轄，面積73平方公里，海拔高度891米，2007年人口8,169，人口密度每平方公里112人。